# クレイトン・タナー
クレイトン・エドウィン・ターナー（Clayton Edwin Tanner, 1987年12月5日 - ）は、オーストラリア・ニューサウスウェールズ州モナヴェール出身の元プロ野球選手（投手）。左投左打。

## 経歴
2006年のMLBドラフトでサンフランシスコ・ジャイアンツから3巡目（全体89位）で指名を受け入団。
2007年はA級で12勝8敗、2008年はA+級で10勝8敗、2009年はA+級で12勝6敗を挙げた。
2010年はAA級リッチモンド・フライングスクウォーレルズで9勝9敗を挙げ、オフの11月19日にルール・ファイブ・ドラフトでの流出を防ぐために40人枠入りした。
2011年はAA級リッチモンドで6勝10敗に終わり、8月27日にDFAとなり、29日に自由契約となった。9月1日にシンシナティ・レッズとマイナー契約を結んだ。
2012年はAA級ペンサコーラ・ブルーワフーズに所属していたが、6月23日に自由契約となった。7月6日に古巣のサンフランシスコ・ジャイアンツに復帰した。
2013年に第3回WBCオーストラリア代表に選ばれた。その後、3月14日にボルチモア・オリオールズとマイナー契約を結んだ。オリオールズ傘下マイナーでの登板はなかった。
2014年は独立リーグ・アトランティックリーグのランカスター・バーンストーマーズ、アメリカン・アソシエーションのアマリロ・ソックスに所属した。
2015年はアマリロ・サンダーヘッズ（アマリロ・ソックスから改名）に所属した。
2016年はパシフィック・アソシエーションのピッツバーグ・ダイヤモンズに所属した。